# La casa dorada de Samarcanda
La casa dorada de Samarcanda es una historieta del año 1980 de la serie Corto Maltés, creada por Hugo Pratt.

## Argumento
Corto Maltés se propone buscar un tesoro, pero su busqueda es interrumpida cuando descubre que Rasputín, su amigo, está en una cárcel de Samarcanda (Uzbekistán), así que se dispone a rescatarlo.

## Adaptaciones a otros medios
Esta historieta fue llevada al cine en el año 2008.
- Datos: Q3210403